# ビアフラの国旗

ビアフラの国旗 比: 1:2

ビアフラの国旗(Flag of Biafra)は、かつてのビアフラ共和国の国旗である。赤色、黒色、緑色の水平の三色旗で、中央に金色の太陽が上っているところが描かれている。
赤色は、ナイジェリア北部での虐殺とそれに続くナイジェリアとの間のビアフラ戦争で流れた血を表している。黒色は、その犠牲者への服喪と記憶を表している。緑色は繁栄を、金色の線から半分上った金色の太陽は、輝かしい未来を表している。太陽には、ビアフラの11の州を表す11本の光条を持つ。
これはまた、ビアフラが占有する中西部地域に短期間存在したベニン共和国の国旗のデザインに影響を与えている。
マーカス・ガーベイの創設した世界黒人開発協会アフリカ会連合によりデザインされた汎アフリカ旗に基づいており、マラウイの旗と見た目が類似している。